# Aiguilles du Diable
Les Aiguilles du Diable  és una muntanya de 4.114 metres que es troba a la regió de l'Alta Savoia a França.